# 山田達也 (ミュージシャン)
山田 達也（やまだ たつや、1962年12月29日 - ）は、日本のドラマー、音楽プロデューサー。東京都千代田区出身。血液型はB型。

## 来歴・人物
9歳からドラムを叩き始める。15歳の時にルーツ音楽院にて須永ひろしに師事。16歳よりメイト音楽院にて5年間、佐藤節雄に師事。そこでジャズドラムと音楽理論を学ぶ。18歳の時に川崎麻世のサポートとして、初めてドラマーとしての仕事を請け負う事となる。
1981年から1983年までの間、三宅裕司率いる「劇団スーパー・エキセントリック・シアター」にて音楽プロデュースを担当。
1987年、七福神のメンバーとしてニューヨーク・パワー・ステーションにてレコーディングを実施。翌1988年にバップからアルバム「SHICHI-FUKU-JIN」にてメジャー・デビュー。
1988年、亀田誠治等と共に、黒沢ひろみのツアーサポートミュージシャンとしてツアーに同行。
1989年から1991年にかけて、本城未沙子、大塚純子のツアーサポートミュージシャンとしてツアーに同行。
同時期に、東京パフォーマンスドール、深津絵里などに楽曲を提供、音楽プロデュースも行なっている。
1991年、鎌田マサロー、伊東正、平野健多の三人とバンド・テレピアスを結成。同年、ビクターエンタテインメントよりメジャー・デビュー。
1993年までに同バンドにて計アルバム3枚とシングル1枚をリリース。同バンドの3rdアルバム「Dream is over」収録曲の「虹の橋」は、OVA作品「幻想叙譚エルシア」のエンディングテーマとしても使用された。同年から1994年にかけて、ZNXや鈴木トオルのツアーサポートミュージシャンとしてツアーに同行。同時期にToshlへ楽曲を提供。
1994年、モデルの高橋由妃に、山田・上述の伊東・平野が加わり、バンド・MODEを結成。同年、ファンハウスよりメジャー・デビュー。1996年までにアルバム2枚、シングル6枚をリリース。この頃、ZIP-FMにてナビゲーターを約1年半務める。
1997年、相川七瀬のライブツアー「LIVE EMOTION '97」のツアーサポートメンバーとして全国ツアーに参加。
同年、米良治彦、レンジー・クロスビー、丸山史朗（FLYING KIDS）らとバンド・Too muchを結成。
1998年、北島健二のソロアルバム「WILD FLOWeR」を共同プロデュース。1999年の「WILD FLOWeR」発売記念LIVE以降、翌2000年までサポートを務める。
2001年、東京青空楽団（ブルースカイオーケストラ）のメンバーとして、モントリオール国際ジャズフェスティバルの野外メインステージに出演。日本に帰国後、T-SQUARE PLUSのサポートドラマーを担当。
2002年から2003年にかけて、梅垣義明のサポートドラマーとして、ツアーに同行。
2002年12月、前述のジャズ・フェスティバルに出演した橋本良彦、川嵜淳一、小藤田康弘らとSPANK-A-FUNKを結成。映画「釣りバカ日誌14 お遍路大パニック!」の劇中にて、バンド役として出演。
2003年6月14日・6月15日、赤坂BLITZで開催された緒方恵美の「アイタイ。2003 ～Coming out!～」にてライブサポートを務めている。同年9月26日、ZEPP TOKYOにて開催されたパパイヤ鈴木プロデュースによるイベント「ソウルばかによる、ソウルばっか!」に、SPANK-A-FUNKとして出演。
2004年2月、アムステルダムへ渡蘭。この渡蘭はFOCUSのドラマー、ピエール・ファン・デル・リンデンと会うためであり、この際のピエールとの長時間に渡るディスカッションが、山田自身の音楽人生にも大きな影響を与えていると語っている。この数年後にも再び渡蘭しており、FOCUSの面々と更なる親睦を深めている。
2007年2月、日本で初となるドラムによるアンビエント・ジャズロックアルバム「Drums come true」をリリース。
2008年6月、松本道香のアルバム「NOTE」のプロデュースとアレンジを担当。同年、ヤマハミュージックメディアより発売された小島恵理の著書「ボーカルスパイス」にて、リズムアドバイザーとしてメソッドサポート。
2009年、小島恵理、関雅夫、吉野ユウヤと共にJazzeal結成。同バンドは往年の洋楽ロックにおける名曲をJazz Styleにて甦らせる事をコンセプトとしたバンドとしている。フジテレビ系列「情報エンタメLIVE ジャーナる!」内にて、同バンドの楽曲が使用されている。
2010年3月5日、SHIBUYA BOXXで行われた西村麻聡のフルアルバム「恋愛パラドックス」発売記念ライブにて、サポート出演。
2012年にリリースされた小島恵理のアルバム「Nostalgia」に、コ・プロデューサー兼ドラマーとして参加。（同作は2015年に、小島恵理の追悼作品として再リリースされている）
2014年1月に発売された教則本「11人のプロがズバリ解決!ドラムのお悩み58」に、著者の一人として参加。
2016年、富山県地産地消ソング「とやまの木で家つくるかい」の作曲・編曲・音楽プロデュースを担当している。
2021年、富山県のご当地ヒーロー、きときと戦士キットムーンのテーマソング「笑顔の力」の作曲を担当。

## ドラム講師
2001年〜現在
- 個人レッスンを行ないながら、国立音楽院、東京スクールオブミュージックへ特別講師として参加。
- その後、フリースピリット音楽芸能学園（旧 東京自由学園）にて、ドラム科及びアンサンブル講師として約8年間勤務。
- 教え子に、田浦楽（CRYSTAL LAKE）、Natsu（NOCTURNAL BLOODLUST）、彦坂玄（RAMMELLS）、Ko-ki（ViViD）、大野達哉（ex.SEIZE THE DAY、HMCBAND）などがいる。
- 現在は東京工学院専門学校ミュージック科講師、日本芸術高等学園のドラム講師でもある。
- 2019年、工藤美桜にドラムのプライベートレッスンも実施している[11]。
- ヤマハドラム&ジルジャンシンバルのエンドーサーである[12]。

## 楽曲提供
- Toshl　「さよならの季節に…」「GRACE」
- 鈴木トオル　「銀河亭 ～プラネットダイナー～」「模型飛行機」
- 深津絵里　「北風のキャンプ」
- 本城未沙子　「SHAKE IT BABY」